# Dhubela

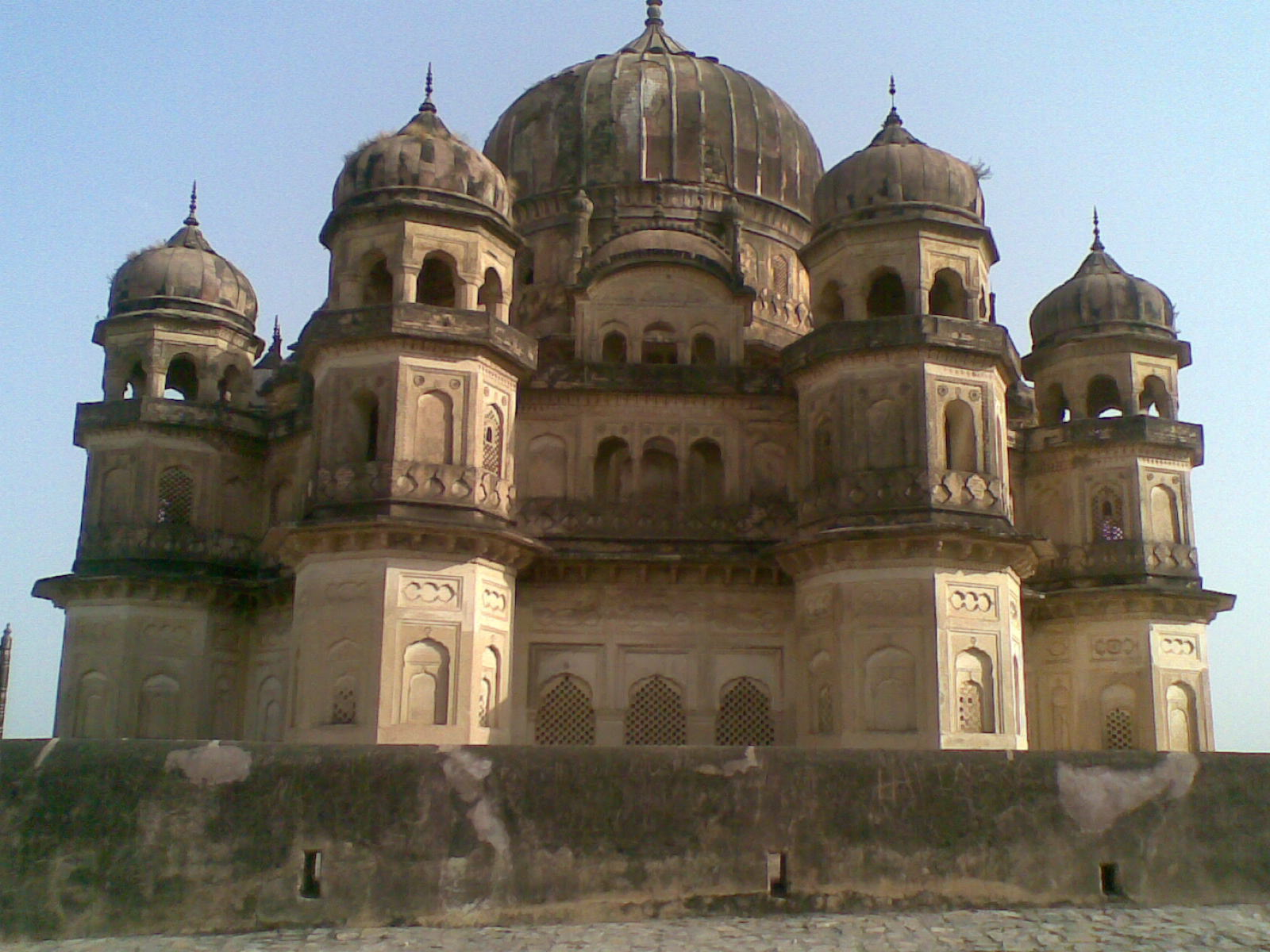
Kenotaph (chhatri) von Maharani Kamlapati

Dhubela ist eine historische Stätte bei der Kleinstadt Nowgong im Distrikt Chhatarpur im indischen Bundesstaat Madhya Pradesh. Seit dem ausgehenden 17. Jahrhundert war es der Sommersitz der Maharajas des quasi unabhängigen Fürstenstaates Panna.

## Lage
Die archäologische Stätte von Dhubela liegt in der historischen Region Bundelkhand in einer Höhe von ca. 270 m ü. d. M. an einem gleichnamigen See. Die Tempelstadt Khajuraho befindet sich gut 70 km (Fahrtstrecke) südöstlich, die Palaststadt Orchha liegt ca. 115 km nordwestlich.

## Geschichte
Die Region Bundelkhand gehörte zum Mogulreich, doch in der Phase von dessen Niedergang machten sich zahlreiche Gebiete unabhängig. Der aufständische Kriegerfürst Chhatrasal (1649–1731) betrieb ab dem Jahr 1671 eine eigenständige Politik und gründete den Fürstenstaat Panna. Das Gebiet um Dhubela erwählte er zu seinem sommerlichen Aufenthaltsort und ließ hier zwei größere Memorialbauten (chhatris) für sich und seine Gemahlin erbauen.

## Sehenswürdigkeiten

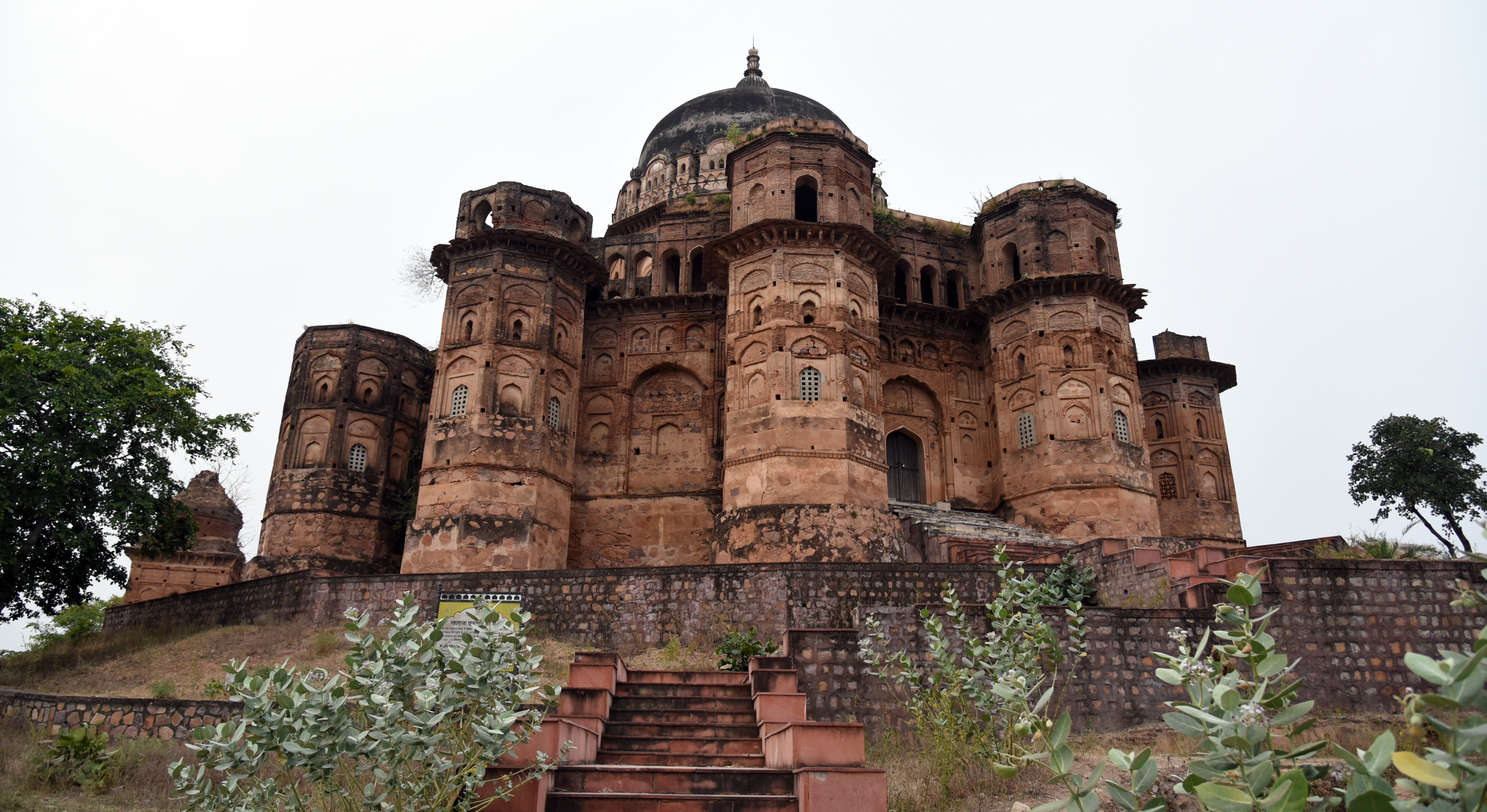
Kenotaph von Maharaja Chhatrasal

- Das oktogonale und mit ebenfalls oktogonalen Ecktürmen versehene Cenotaph of Maharani Kamlapati ist das Kenotaph für die Gemahlin des Fürsten an deren Verbrennungsstätte. Die Architektur und deren Ornamentik orientieren sich an Bauten der Mogulzeit, die Bauten sind jedoch in vieler Hinsicht eleganter. Der zweischalig überkuppelte Zentralbau ist von acht Türmen mit pavillonartigen Aufbauten (chhatris) umgeben; andere Pavillons verfügen über quer gelagerte bengalische Dächer. Im Inneren des Bauwerks sind zahlreiche Fresken mit Vasen- und Blumendekor etc. zu sehen.
- Der auf den ersten Blick ähnlich gestaltete Memorialbau für Chhatrasal selbst scheint unvollendet geblieben zu sein, denn nahezu sämtliche Dachaufbauten fehlen.
- Unmittelbar daneben steht das kleine Kenotaph für das Lieblingspferd des Maharajas.
- Der Sheetal Garh genannte zweigeschossige Bau liegt an der höchsten Stelle des Gesamtkomplexes; er stammt aus dem 18. Jahrhundert und diente den Soldaten und Wachmannschaften des Maharajas als Unterkunft.
- Ein Torbau (Maheba Gate) und ein Palast (Hridyashah Palace) sind nur als imposante Ruinen erhalten.
- Das Maharaja Chhatrasal Museum wurde im Jahr 1955 eingeweiht; es war das erste Museum im Bundesstaat Madhya Pradesh. Es beherbergt zahlreiche mittelalterliche Jain- und Hindu-Skulpturen sowie andere Funde aus der Region. Gezeigt werden auch einige Miniaturgemälde zur Geschichte der Region.